# 1-й Можайский тупик
Пе́рвый Можа́йский тупи́к — тупик, расположенный в Западном административном округе города Москвы на территории района Дорогомилово.

## История
Тупик получил своё название в XIX веке (по другим данным — в 1926 году) по расположению у Можайского вала.

## Расположение
1-й Можайский тупик отоходит улицы Можайский Вал чуть южнее Брянской улицы и проходит на восток.

## Примечательные здания и сооружения
По чётной стороне:
По нечётной стороне:

## Транспорт

### Наземный транспорт
По 1-му Можайскому тупику не проходят маршруты наземного общественного транспорта. Севернее тупика, на Большой Дорогомиловской улице, расположена остановка «Улица Можайский Вал» автобусов 297, 157, 205, 454, 474, 477, 840.

### Метро
- Станции метро «Киевская» Арбатско-Покровской линии, «Киевская» Кольцевой линии, «Киевская» Филёвской линии (соединены переходами) — восточнее тупика, на площади Киевского Вокзала